# Chasca Coillur
Chasca Coillur, Chasca Coyllur o simplemente Chasca (ortografía quechua contemporánea: Ch’aska Quyllur [3V], Ch’aska Qoyllur [5V]) es la diosa de la belleza, autora de las flores y  protectora de las doncellas en la mitología incaica. Del mismo modo, Chaska era la personificación del planeta Venus, por lo que los incas denominaban al astro con el nombre de la diosa.

## Etimología
El nombre Chaska Qoyllur proviene del quechua y está compuesto por las palabras: Ch'aska (lucero o aquel/aquella de cabello rizado o crespo) y Qoyllur (estrella). Dicho nombre hace referencia a la resplandeciente luz producida por el cuerpo celeste, la cual se asemeja a unos rizos dorados.
Lo anterior coincide con algunas descripciones otorgadas por cronistas, los cuales establecen a Chaska como una bella diosa de larga cabellera rizada.
En la actualidad, el término Chaska podría ser tomado como un sinónimo de la palabra Coyllur. Sin embargo, la diferencia entre estos radica principalmente en el tipo de astros al que uno refiere. Chaska se usa para determinar a la estrella del alba (Venus), mientras que el término Coyllur es usado para referirse a las estrellas fijas y/o estáticas en general, las cuales están presentes en el firmamento nocturno. Ya sean estas estrellas brillantes o débiles.
El culto consagrado al lucero precedió a los incas y la figura del astro fue venerada por múltiples pueblos andinos. Dichos pueblos la conocían con diversos nombres, algunos de estos fueron: Aranyak Huarachazca, Huarac, Exquioc, Auquilla, Illariq, etc.   

## Concepto

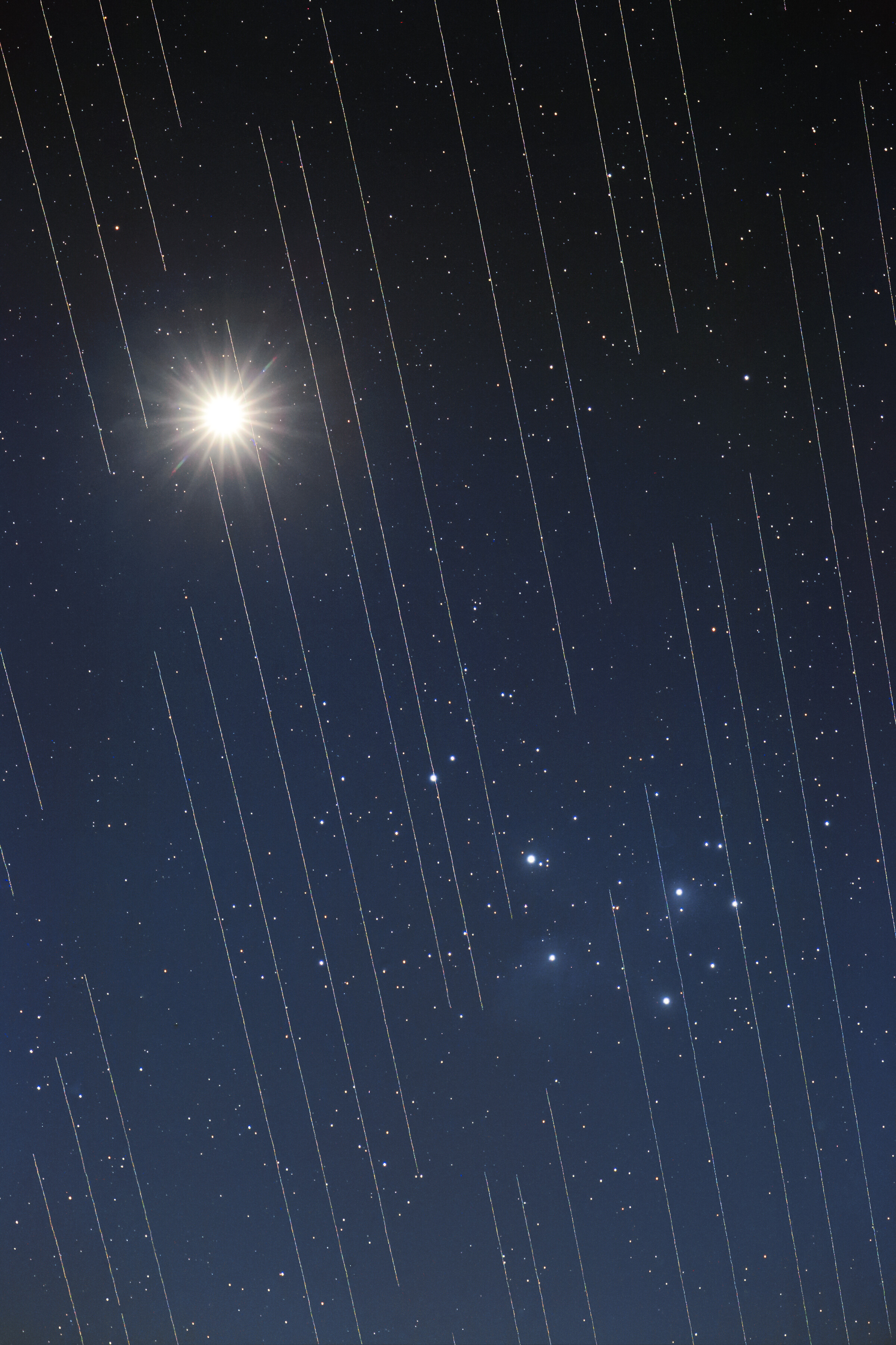
Los incas asemejaban la luz de Venus con los rizados cabellos de Chaska.Los dos estados de Venus según el diagrama de Santacruz Pachacuti.

Para los diversos pueblos andinos, la figura del planeta Venus fue indispensable para determinar los ciclos agrícolas y las fechas para numerosos eventos importantes. Asimismo, la figura del astro fue importante para incluirlo en sus respectivas mitologías.
En algunos pueblos de Áncash, al lucero se lo conoce con el nombre de Huarac (del quechua: amanecer). Según diversas fuentes, al momento de poner las huaras (pantalones cortos) a los muchachos que pasaban a la adultez, se invocaba al lucero y a su nombre le dedicaban sacrificios.
En ciertas partes del norte peruano, se le conocía con el nombre de Exquioc (del culle: resplandeciente). El astro se encarnaba en dos luceros: uno que salía al amanecer y el otro al anochecer. Los pueblos y grupos étnicos lo adoraban bajo ambas formas y esto lo hacían para que el lucero les otorgase vida.
En lo que respecta a los incas, las fuentes son variables; puesto que algunas establecen que el planeta Venus fue adorado bajo la forma de una única diosa femenina, otras mencionan la existencia de dos dioses y/o entidades individuales para encarnar sus dos estados.

### Venus como diosa única
Según algunas fuentes, los incas asemejaron al astro como una hermosa mujer celestial de extensa cabellera ondulada.
En relación con lo anterior, el célebre cronista Garcilaso de la Vega la describe en su obra Comentarios Reales de los Incas. En dicha obra, él expone que:

«A la estrella Venus llamaban Chasca, que quiere decir de cabellos largos y crespos; honrábanla porque decían que era paje del Sol, que andaba más cerca de él, unas veces delante y otras veces en pos».
Comentarios Reales de los Incas, Capítulo XXI

El cronista también resalta el conocimiento que los incas tuvieron al identificar a Venus en sus dos estados: como estrella matutina y vespertina. Sobre esto, Garcilaso escribe:

«Acerca de la estrella Venus, que unas veces la veían al anochecer y otras al amanecer, decían que el Sol, como señor de todas las estrellas, mandaba que aquélla, por ser más hermosa que todas las demás, anduviese cerca de él, unas veces delante y otras atrás. Cuando el Sol se ponía, viéndole trasponer por la mar (porque todo el Perú a la larga tiene la mar al poniente), decían que entraba en ella, y que con su fuego y calor secaba gran parte de las aguas de la mar, y que, como un gran nadador, daba una zambullida por debajo de la tierra para salir otro día al oriente, dando a entender que la tierra está sobre el agua».
Comentarios Reales de los Incas, Capítulo XXIII

### Venus como una pareja de dioses
Pese a las anteriores fuentes, el cronista Santacruz Pachacuti detalla que ambos estados de Venus han tenido nombres semejantes pero que se tratarían de entidades distintas. En su diagrama, se puede observar al planeta Venus en sus dos estados: la primera Chasca Coyllur o Achachi Ururi (estrella matutina) y la segunda Choquechinchay o Apachi Ururi (estrella vespertina).
El cronista Guamán Poma de Ayala señaló en su obra Nueva corónica y buen gobierno la existencia de dos dioses que personifican a dos planetas o cuerpos celestes distintos y que suelen ser mencionados juntos con frecuencia; sin embargo, ambas divinidades son separadas por un signo de puntuación, lo que reafirma la independencia de ambos. Según el mismo cronista, estos dioses eran: Chasca Coyllur y Chuqui Ylla. La primera era la personificación de Venus; mientras que el segundo posiblemente personificaba al planeta Marte o a la estrella Antares.

## Representación
La figura de la diosa Chaska resulta compleja, puesto que las descripciones de los cronistas son distintas entre sí.
Una de las descripciones más frecuentes es la del cronista Blas Valera. En su obra Relación de las costumbres antiguas de los naturales del Pirú, Valera describe a la diosa con lo siguiente:

«El Sol dijeron que era hijo del gran Illa Tecce, y que la luz corporal que tenía, era la parte de la divinidad que Illa Tecce le había comunicado, para que rigiese y gobernase los días, los tiempos, los años y veranos, y a los reyes y reinos y señores y otras cosas. La Luna, que era hermana y mujer del Sol, y que le había dado Illa Tecce parte de su divinidad, y héchola señora de la mar y de los vientos, de las reinas y princesas, y del parto de las mujeres y reina del cielo. A la Luna llamaban Coya, ques reina. A la Aurora, que era diosa de las doncellas y de las princesas y autora de las flores del campo, y señora de la madrugada y de los crepúsculos y celajes; y que ella echaba el rocío a la Tierra cuando sacudía sus cabellos, y así la llamaban Chasca».
Relación de las costumbres antiguas de los naturales del Pirú

Asimismo, dicho cronista escribió el fragmento de un antiguo poema que forma parte de la poesía incaica. En dicho poema, se alude, de manera poco explícita, la figura de Chaska. En el poema se lee lo siguiente:

Poema en quechua:
Súmac ñusta
toralláyquim
puiñuyquita
paquircayan
Hinaman
cunuñunun
Illapántac
camri ñusta
unuyquita
para munqui
Mai ñimpiri
chichi munqui
riti munqui
Pacharúrac
Pachacámac
Viracocha
cai hinápac
churasunqui

camasunqui.
Poema traducido al latín:
Pulchra Nimpha
frater tuus
urnam tuam
nunc infringit
cuius ictus
tonat fulget
Fulminatque
sed tu ninpha
tuam limphan
fundens pluis
Interdumque
grandinem seu
nivem mittis
Mundi factor
Pachacámac
Huiracocha
ad hoc munus
te sufficit

ac praefecit.
Poema traducido al español:
Hermosa doncella,
aquese tu hermano
Él tu cantarillo
lo está quebrantando,
y de aquesta causa
truena y relampaguea,
también caen rayos.
Tú, real doncella,
tus muy lindas aguas
nos darás lloviendo;
también a las veces
granizar nos has,
nevarás asimismo
el hacedor del Mundo,
el Dios que le anima,
el gran Viracocha,
para aqueste oficio
ya te colocaron

y te dieron alma.

Al igual que la descripción anterior por Valera, Chaska es asociada al agua celeste; sin embargo, también se menciona la existencia de un hermano que interviene junto a ella. Dicho hermano posiblemente se trate del dios Illapa (el rayo). Algunos estudiosos sostienen que el poema hace alusión a la diosa Mama Quilla (la Luna), mas no a Chaska y que el cantarillo se llamaba Paccha.
En relación con esta descripción, Garcilaso de la Vega escribió lo siguiente:

«Dicen que el Hacedor puso en el cielo una doncella, hija de un Rey, que tiene un cántaro lleno de agua, para derramarla cuando la Tierra la ha menester, y que un hermano de ella lo quiebra a sus tiempos, y que del golpe se causan los truenos, relámpagos y rayos. Dicen que el hombre los causa, porque son hechos de hombres feroces y no de mujeres tiernas. Dicen que el granizar, llover y nevar lo hace la doncella, porque son hechos de más suavidad y blandura y de tanto provecho. Dicen que un Inca poeta y astrólogo hizo y dijo los versos, loando las excelencias y virtudes de la dama, y que Dios se las había dado para que con ellas hiciese bien a las criaturas de la Tierra. La fábula y los versos, dice el Padre Blas Valera que halló en los nudos y cuentas de unos anales antiguos, que estaban en hilos de diversos colores, y que la tradición de los versos y de la fábula se la dijeron los indios contadores, que tenían cargo de los nudos y cuentas historiales, y que, admirado de que los amautas hubiesen alcanzado tanto, escribió los versos y los tomó de memoria para dar cuenta de ellos».
Comentarios Reales de los Incas, Capítulo XXVII

## La figura de Chaska en los mitos
En lo que respecta a la mitología, la figura de Venus aparece de manera implícita en algunos mitos andinos. Si bien estos mitos no plasman la figura del lucero de igual forma que la diosa Chaska, algunas características son equiparables con los de la diosa. 

### Según el Manuscrito de Huarochirí
Para algunos eruditos, la diosa Chaska aparece en el manuscrito de Huarochirí bajo la figura de una bella mujer y que esta se manifestó cuando un camasca (chamán), en un acto insensato de curiosear que hallaba en su interior, abrió la caja que le entregó el dios Cuniraya para que se lo entregase al Inca Huayna Cápac. En este mito, hay cambios notables respecto al dios Cuniraya. El cambio más notable es el hecho de que Cuniraya sea hijo de un dios superior a él (el mismo manuscrito alude que Pachacámac sería su padre) y que las hijas de este último sean sus hermanas (la mujer dentro de la caja es una de las hermanas de Cuniraya).
En textos anteriores de la misma fuente, son dos hermanas: una mayor y otra menor. La mayor logró ser alcanzada y, por ende, profanada por Cuniraya; de esta manera, Cuniraya consumó su venganza contra Pachacámac. Es posible que estas hermanas hayan sido también personificaciones del lucero.
Lo anterior es posible debido a la diferente interpretación percibida por cada ayllu.
Volviendo al manuscrito, este menciona lo siguiente:
Se dice que, poco antes de la aparición de los Huiracochas (españoles), Cuniraya se encaminó hacia el Cusco. Una vez allí, el dios habló con el Inca Huayna Capac: "Vamos, hijo, a Titicaca. Allí voy a contarte sobre mi existencia". 
Cuniraya también le dijo: "Inga, dales instrucciones a tus hombres para que enviemos a los brujos, a todos los sabios, a las tierras de abajo". El Inga lo hizo enseguida.
Unos hombres afirmaban ser animados por el cóndor; otros se proclamaron ser animados por el halcón; y hubo uno que decía poder volar por el aire bajo la forma de una golondrina.
Entonces, Cuniraya les dio las siguientes instrucciones: "Id a las tierras de abajo; allí diréis a mi padre que su hijo os envía para que os entregue una de sus hermanas".
De esta manera, el hombre animado por la golondrina se fue con los otros camascas o camacsas. Asimismo, se les dio la orden de estar de vuelta en cinco días.
El camasca de la golondrina fue el primero en llegar.
Cuando este comunicó el mensaje que se le había encargado, el padre de Cuniraya le entregó lo que había pedido. Lo que le era solicitado se encontraba dentro de una pequeña taquilla (caja). Acto seguido, el padre le dijo que no la abriera antes que su señor Huayna Capac mismo lo hiciese.
Cuando se encontraba a poca distancia de Cusco, ese hombre que había trasladado la taquilla hasta aquí, invadido por la curiosidad, se dijo: "Voy a ver lo que puede ser". Y la abrió.
En su interior, se le apareció una mujer de elegante vestimenta y de exuberante belleza.
Su cabello era como oro encrespado; estaba vestida con ropa finísima y su tamaño era minúsculo.
Apenas el hombre la vio, la mujer se desvaneció.
El hombre, abatido por tal suceso, llegó al Titicaca, en la región del Cusco.
Uno de los presentes, posiblemente el mismo Huayna Capac, le dijo a aquel hombre: "Si no fueras animado por la Golondrina, en este mismo instante daría órdenes para que te matasen; vete; vuélvete tú mismo solo". Una vez dicho esto, el camasca fue enviado nuevamente a las tierras bajas.
El camasca regresó y acató la orden. Mientras, de vuelta, traía (la caja) y en el camino sentía sed o hambre mortal, no necesitaba sino hablar y se le presentaba una mesa tendida con todo lo que pedía. Lo mismo ocurría cuando necesitaba dormir. De ese modo, a los cinco días exactos llegó dicho camasca. Y, tanto el Inca como Cuniraya, lo recibieron con gran regocijo.
Antes de abrirlo, Cuniraya dijo: "Inga, vamos a trazar una línea aquí en el suelo; yo entraré en la tierra por este lado; por ese otro lado tú entrarás en la tierra con mi hermana; tú y yo no nos veremos más". Diciendo eso trazó una raya en el suelo.
Entonces, el Inca abrió la caja.
Aquel lugar en el que estaban quedó inmerso en luz.
Entonces, el Inca Huayna Cápac dijo: “Ya no voy a volverme de aquí; en este lugar mismo, voy a quedarme con mi ñusta, con mi coya”. Dio instrucciones a un hombre, miembro de su aillu, diciéndole: "Tú vete; vuelve al Cusco y di que eres Huayna Cápac en mi lugar".
En ese instante, el Inca desapareció con su señora; el dios Cuniraya hizo lo mismo.
Y desde entonces, después que aquel al que hemos llamado Huayna Capac murió, unos y otros proclamando la prioridad de sus derechos, (provocaron el derrumbe de su señorío). 

### Según los pobladores de Ayacucho
En algunas zonas de Ayacucho, se tiene una leyenda que asocia a Huallallo Carhuincho con la Luna. Esto no resultaría extraño, puesto que algunas culturas preincas han establecido a la Luna como un ente masculino.
El mito hace mención a una pareja de hermanos: Chisi Chaska y Qella Maqta Qoyllur. Ambos hermanos junto al Sol se asegurarían de que Huallallo no regresase jamás a la Tierra a causa de su pecaminosa lujuria.
La leyenda nos dice lo siguiente:
Huallallo (llamado Qalalu en esta leyenda) era la personificación de la Luna. Qalalu era un dios muy joven; su vestimenta consistía solamente en un pellejo blanco de perro para evitar estar en cueros. Del mismo modo, él siempre estaba acompañado de su perro, Karwancho.
En tiempos primigenios, la humanidad se sentía hastiada de ofrendar a sus dioses para obtener la luz y el calor. Haciendo caso del clamor humano, Qalalu aceptó entregar lumbre a la humanidad; no obstante, debido a su excesiva lujuria y otras fechorías, es castrado y desterrado de la Tierra.
Así fue como Qalalu, como una Luna solitaria, fue desterrado. Su perro Karwancho lo acompañó durante su exilio.
El Sol y los hermanos Chisi Chasca Qoyllur y Quela Maqta Qoyllur (personificaciones del lucero) se encargaron de que Qalalu no regresase jamás a la Tierra.
Imposibilitado de volver, Qalalu envía a su leal acompañante a la Tierra con el propósito de recuperar sus testículos. Karwancho era un perro que, además de ser bastante astuto, tenía habilidades sobrenaturales.
Una vez en la Tierra, a medida que avanzaba en su travesía, Karwancho fue engañando a diversos fenómenos naturales y animales salvajes, pues él prometía recompensarlos a cambio de que estos aceptasen guarecerse dentro de su oreja. Se sospechaba que, las pertenencias de su amo se encontraban en el hogar de un curaca de los Pacoras de Huamanga, para ser más precisos, entre sus joyas de plata.
Una vez llegó a su destino, los guardias del curaca lo amenazaron de darle muerte. El perro, en cada situación adversa, hizo salir cada elemento o criatura que permaneció dentro de su oreja. Acto seguido, el perro tragó todas las joyas de plata y huyó.
Al reunirse en la Luna con su amo, Karwancho expulsó de su boca muchas de las joyas de plata que devoró, sin señal alguna de las partes de Qalalu.
Qalalu, decepcionado, lanzó a los cuatro vientos las joyas de plata. Se dice que esa plata desparramada puede apreciarse en el plenilunio.
El perro celeste debe, nuevamente, volver a la Tierra para buscar las pertenencias de su amo, infinitamente.

### Según los pobladores del lago Titicaca
El siguiente mito fue consignado por el padre Barraza, el cual fue recopilado por el padre Diego en una misión especial en las islas del Titicaca. El mito explica la razón del nombre de una de las islas.
El mito nos remite a tiempos primigenios y dice lo siguiente:

«Dicen que la isla se llamó del Sol porque nació en ella y desde allí se elevó al cielo y fue a pelear con otra estrella que entonces era como el propio Sol y alumbraba todo el mundo y a la cual logró vencer, quedando el Sol por único señor del cielo y de la tierra y que el Lucero vencido escondió su luz y camina de noche como amedrentando y vergonzoso y que al amanecer se esconde por temor al Sol».